# István Szondy
István Szondy (ur. 29 grudnia 1925 w Berettyóújfalu, zm. 31 maja 2017 w Budapeszcie) – węgierski pięcioboista nowoczesny oraz jeździec sportowy. Dwukrotny medalista olimpijski z Helsinek.
Startował na trzech igrzyskach, w 1948 i 1952 reprezentując Węgry w pięcioboju, a w 1956 w jeździectwie. Najlepsze wyniki osiągnął w 1952 – był trzeci w rywalizacji indywidualnej, a wspólnie z Gáborem Benedkiem i Aladárem Kovácsim triumfował w drużynie. Był medalistą mistrzostw świata: indywidualnie srebro w 1953 i brąz rok później, w drużynie złoto w 1954 i 1955.

## Starty olimpijskie (medale)
Helsinki 1952
- drużynowo – złoto
- indywidualnie – brąz